# Belgio ai Giochi della XXXIII Olimpiade
Il Belgio ha partecipato ai Giochi della XXXIII Olimpiade che si sono svolti a Parigi dal 26 luglio all'11 agosto 2024, con una delegazione di 180 atleti, 90 uomini e 89 donne (incluse 15 riserve). La squadra belga si è presentata ai Giochi Olimpici con la più grande delegazione di atleti dai Giochi olimpici del 1928 ad Amsterdam.
I portabandiera alla cerimonia di apertura sono stati Jérôme Guéry e Emma Meesseman.

## Delegazione
| Sport                | Uomini | Donne | Totale |
| -------------------- | ------ | ----- | ------ |
| Arrampicata sportiva | 1      | 0     | 1      |
| Atletica leggera     | 24     | 21    | 45     |
| Badminton            | 1      | 1     | 2      |
| Pallacanestro        | 0      | 12    | 12     |
| Canoa/kayak          | 1      | 2     | 3      |
| Canottaggio          | 3      | 0     | 3      |
| Ciclismo             | 13     | 12    | 25     |
| Equitazione          | 6      | 6     | 12     |
| Ginnastica           | 3      | 2     | 5      |
| Golf                 | 2      | 1     | 3      |
| Hockey su prato      | 19     | 19    | 38     |
| Judo                 | 3      | 1     | 4      |
| Nuoto                | 1      | 3     | 4      |
| Pugilato             | 2      | 1     | 3      |
| Scherma              | 1      | 0     | 1      |
| Sollevamento pesi    | 0      | 1     | 1      |
| Taekwondo            | 0      | 1     | 1      |
| Tennis               | 3      | 0     | 3      |
| Tennistavolo         | 2      | 0     | 2      |
| Triathlon            | 2      | 2     | 4      |
| Vela                 | 4      | 4     | 8      |
| Totale               | 91     | 89    | 180    |

### Nuoto
| Atleta            | Evento                       | Batterie | Batterie | Semifinali | Semifinali | Finale          | Finale          |
| Atleta            | Evento                       | Tempo    | Pos.     | Tempo      | Pos.       | Tempo           | Pos.            |
| ----------------- | ---------------------------- | -------- | -------- | ---------- | ---------- | --------------- | --------------- |
| Lucas Henveaux    | 200 m stile libero maschili  | 1'46"04  | 3° Q     | 1'46"20    | 11°        | non qualificato | non qualificato |
| Lucas Henveaux    | 400 m stile libero maschili  | 3'46"76  | 12°      | N.D.       | N.D.       | non qualificato | non qualificato |
| Lucas Henveaux    | 800 m stile libero maschili  | 7'51"51  | 19°      | N.D.       | N.D.       | non qualificato | non qualificato |
| Valentine Dumont  | 200 m stile libero femminili | 1'57"50  | 12° Q    | 1'57"50    | 13°        | non qualificata | non qualificata |
| Valentine Dumont  | 400 m stile libero femminili | 4:08.25  | 12°      | N.D.       | N.D.       | non qualificata | non qualificata |
| Florine Gaspard   | 50 m stile libero femminili  |          |          |            |            |                 |                 |
| Roos Vanotterdjik | 100 m dorso femminili        | 59"68    | 9 Q      | 59"86      | 10         | non qualificata | non qualificata |
| Roos Vanotterdjik | 100 m farfalla femminili     | 57"54    | 10 Q     | 57"25      | 10 Q       | non qualificata | non qualificata |